# Δ
（大寫Δ，小寫δ，中文音譯：德爾塔、德耳塔），是第四個希臘字母。

## 用途

### 大寫Δ用於
- 在數學和某些自然科學，表示變數的變化。如{\displaystyle \Delta T}表溫差。
- 在代數學的一元二次方程{\displaystyle ax^{2}+bx+c=0}（{\displaystyle a\neq 0}）中，Δ表示該方程的根的判別式：{\displaystyle \Delta =b^{2}-4ac\,}。
- 財務金融學中價格之於標的物價格變動的敏感性。
- 在克拉瑪公式中使用。
- 在幾何學當中，Δ為三角形的代稱：一個由A、B、C三個頂點所形成的三角形可以簡寫為：ΔABC。
- 粒子物理學的任何Delta粒子。
- 熱力學中的熵，{\displaystyle \Delta S=Q/T}。
- 化学方程式中写在等号或箭头的上方或下方，表示需要加热条件。
- 在地震学中，表示震中距。
- 在配位化学中，Δ为晶体场分裂能。

### 小寫δ用于
- 數學中兩個函數的名稱。
  - 克羅內克δ函數。
  - 狄拉克δ函數。
- 化学中，δ键是两个d轨道四重交盖所形成的化学键。
- 集膚效應中的集膚深度。
- 校對中，刪除的記號。
- 在腦科學和心理学中表示睡眠周期第三阶段出现的脑电波波形。

### 其他用法
- Delta 是三角洲的英文，源自三角洲的形狀像三角形，如同大寫的“Δ”。同時也是達美航空的英文正式名稱。
- 三角面多面體（deltahedron）的delta-（Δ為三角形的代稱）也是源自於此。
- 世界衛生組織以此字母為在印度发现的SARS-CoV-2 B.1.617譜系變異株命名為「Delta變異株」。
- 假面騎士555的Delta的代表符號
- 西里爾字母的Д和拉丁字母的D都是從“Δ”變來。
- 因紐特語中ᐃ(/i/)外型相似，但卻一點關係都沒有。
- 高達系列中的MSN-001 δ高達，是Zeta計畫之下的產物，後來因技術問題導致其可動骨架無法承受壓力而被改造成無變形能力的MSN-00100 百式，並交由古華多羅·巴茲拿（夏亞·阿茲納布爾）駕駛。
- 三角洲部隊原名美國陸軍第1特種部隊D作戰分遣隊，因為D在美軍呼號中讀“Delta”因此亦被稱為“三角洲部隊”。

## 参阅
- 克羅內克δ函數
- 狄拉克δ函數